# 김상규 (배우)
김상규는 대한민국의 배우이다.

## 출연작

### 영화
- 《나는 나를 해고하지 않는다》 (2021년) - 소장 역

### 드라마
- 《KBS 드라마 스페셜 연작 시리즈 - 시리우스》 (2013년, KBS2) - 황실장 역

### 연극
- 《에쿠우스》
- 《민들레 바람되어》
- 《적빈》
- 《선착장에서》
- 《청춘예찬》
- 《선데이 서울》
- 《맨드라미 꽃》
- 《삽 아니면 도끼》
- 《경숙이, 경숙아버지》